# László Paál

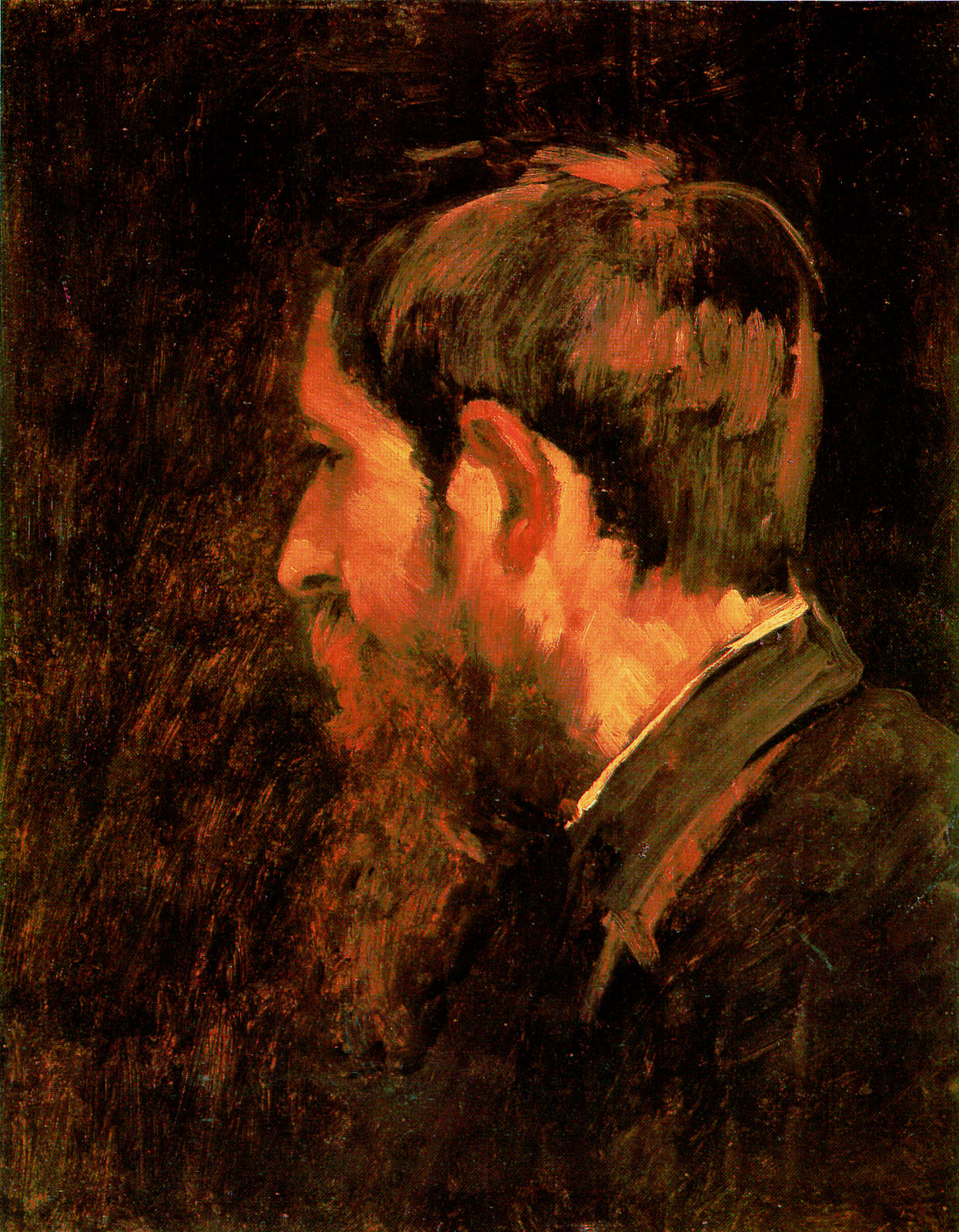
Portret al lui László Paál realizat în 1876-1877 de Mihály Munkácsy (1844–1900).

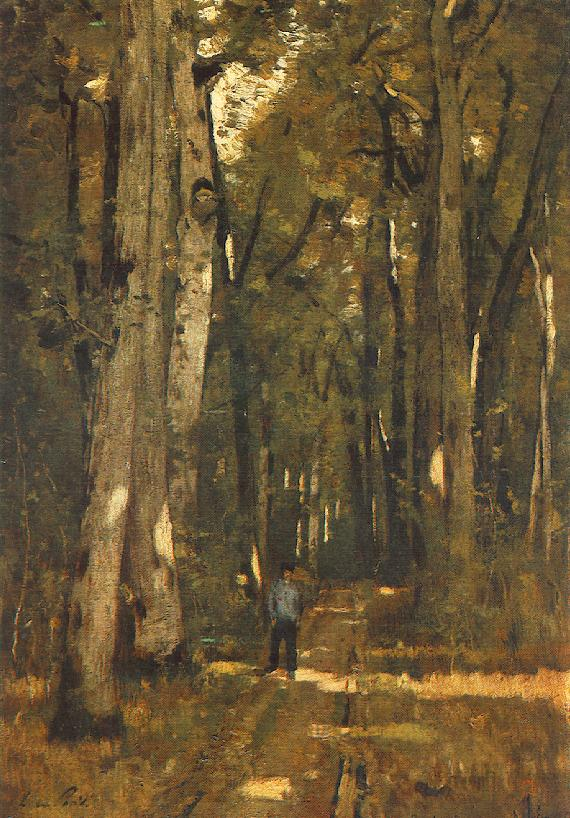
Potecă în Pădurea de la Fontainebleu (1876)

László Paál (n. 30 iulie 1846, Zam, Hunedoara, România – d. 4 martie 1879, Charenton-le-Pont, Seine, Franța) a fost un pictor peisagist impresionist maghiar.

## Viața
Era descendent al unei familii nobiliare, iar tatăl său a fost șef de oficiu poștal, ceea ce a determinat mutări frecvente ale familiei. A dovedit un talent precoce pentru artă și primele lecții le-a primit de la Pál Böhm din Arad. La cererea tatălui său, a plecat la Viena în 1864 pentru a studia dreptul, dar a început studii pregătitoare la Academia de Arte Frumoase și a devenit student al lui Albert Zimmermann în 1866. Trei ani mai târziu, el a participat la o expoziție majoră de la München, unde a intrat pentru prima dată în contact cu pictorii de la Școala de la Barbizon.
În 1870, el și Eugen Jettel au plecat într-o excursie de studii în Țările de Jos și, ulterior, în același an, a fost admis la Kunstakademie Düsseldorf, la recomandarea unui prieten din copilărie, Mihály Munkácsy. Aceasta a fost urmată de o invitație la Londra, realizată de un important negustor de arta acolo, și descoperirea de către el a lucrărilor lui John Constable.
După 1873, s-a căsătorit și a trăit în colonia de artiști de la Barbizon, a fost un participant regulat la Salon și a câștigat o medalie la Expoziția Universală de la Paris (1878). Prin această perioadă, sănătatea lui s-a deteriorat vizibil (probabil din cauza tuberculozei) și a suferit un accident acasă, care a determinat o gravă leziune a creierului. El a fost plasat într-un sanatoriu, dar nu și-a mai revenit niciodată, murind în primăvara anului 1879, la vârsta de numai 33 de ani.